# Ceprano
Ceprano ist eine Stadt in der Provinz Frosinone in der italienischen Region Latium mit 8050 Einwohnern (Stand 31. Dezember 2023). Sie liegt 101 km südöstlich von Rom und 21 km südöstlich von Frosinone.

## Geographie
Ceprano liegt in einer Schleife des Liri.
Die Nachbarorte sind: Arce, Castro dei Volsci, Falvaterra, Pofi, Ripi, San Giovanni Incarico, Strangolagalli.

## Geschichte
Am Übergang der Via Latina über den Liri entstand in der Antike die Straßenstation Fregellanum. Nach der Zerstörung des nahen Fregellae im Jahr 125 v. Chr. siedelten sich zahlreiche vertriebene Einwohner in Fregellanum an.
Unter dem Namen Ceparanium behielt der Ort auch im Mittelalter seine Bedeutung. 1059 belehnte Papst Nikolaus II. hier Robert Guiskard mit Apulien. In der Kapelle Santa Giusta hob Papst Gregor IX. auf Vermittlung von Hermann von Salza 1230 den Kirchenbann gegen  Friedrich II. auf. Militärstrategisch war Ceprano der übliche von den Königen von Neapel bedeckte Platz, um von Norden sich nähernden Erobererheeren den Weg zu verlegen. Dies war beispielsweise 1268 der Fall, als Karl von Anjou Konradin eine andere Marschroute diktierte. Auch 1495 massierte Alfons II. die Abwehr gegen Karl VIII. von Frankreich bei Ceprano.
1861 wurde Ceprano Teil des Königreichs Italien.
1927 kam es zur neu gegründeten Provinz Frosinone
Im Zweiten Weltkrieg kam es nach der regional nahen Schlacht um Monte Cassino 1944 beim Vorrücken der Alliierten auch in Ceprano zu schweren Kämpfen mit der Wehrmacht, die zur fast vollständigen Zerstörung des Ortes führten.
1994 wurde bei Ceprano das Schädeldach eines Vertreters der Gattung Homo gefunden, das als Homo cepranensis bezeichnet wurde und vermutlich dem Homo erectus / Homo heidelbergensis zuzurechnen ist.

## Bevölkerungsentwicklung
| Jahr      | 1881 | 1901 | 1921 | 1936 | 1951 | 1971 | 1991 | 2001 | 2011 | 2021 |
| --------- | ---- | ---- | ---- | ---- | ---- | ---- | ---- | ---- | ---- | ---- |
| Einwohner | 4834 | 6201 | 7283 | 7982 | 8812 | 7640 | 8546 | 8246 | 8740 | 8408 |

Quelle: ISTAT

## Politik
Renato Russo (Bürgerliste) wurde im Mai 2006 zum Bürgermeister gewählt. Seit dem 26. Mai 2014 übt Marco Galli dieses Amt aus; er wurde am 26. Mai 2019 wiedergewählt.

## Sehenswürdigkeiten
Im Archäologischen Museum sind Funde der Ausgrabungen von Fregellae ausgestellt.

## Persönlichkeiten
- Luigi Conti (1929–2015), Geistlicher und Diplomat des Heiligen Stuhls
- Tonino Vittigli (* 1964), Radrennfahrer